# 花都体育場
花都体育場(かとたいいくじょう、簡体字中国語: 花都体育场、英: Huadu Stadium)は、中華人民共和国の広州市にある多目的スタジアムである。

## 概要
収容人数は20,000人、総敷地面積は14万平方メートル。主にサッカーの試合に用いられる。隣には屋内プールや屋外テニスコートが隣接している。
2010年には、広州アジア大会において、サッカー競技の会場となった。

## 交通アクセス
京広線の広州北駅より徒歩約10分。